# Theodore Levitt
Theodore Levitt (Vollmerz, distrito de Meno-Kinzig, Alemania, 5 de marzo de 1925 - Belmont, Massachusetts, 28 de junio de 2006) fue un economista estadounidense y profesor de la escuela de negocios Harvard Business School (Cambridge, Massachusetts). También fue editor de la revista económica Harvard Business Review (HBR) donde publicó sus artículos más conocidos. Fue el primer teórico economista en acuñar el término globalización, enfocado a un punto de vista económico.

## Biografía
Levitt nace en Volmerz en el distrito de Meno-Kinzig, un pequeño pueblo cercano a la ciudad alemana de Fráncfort del Meno. En 1935 se traslada junto a su familia a Dayton (Ohio, Estados Unidos) huyendo de la persecución nazi.
Estudió la escuela primaria de Dayton, donde escribió artículos para la columna de la revista escolar. Posteriormente, inicia sus estudios secundarios en el High School de Dayton, compaginándolo con un pequeño trabajo de reportero en el Heraldo de Dayton. Terminados sus estudios se alistó en el ejército y combatió en la Segunda Guerra Mundial. A su regreso se licenció en Económicas en la Universidad de Antioch recibiendo su A.B. en 1949. Dos años más tarde obtiene el Doctorado en Economía por la Universidad Estatal de Ohio y comienza su actividad docente en la Universidad de Dakota del Norte.
En 1959 es aceptado como profesor en la Harvard Business School. Al retirarse de la actividad docente fue nombrado Profesor Emérito por la Universidad de Harvard en mayo de 2003.
Falleció de cáncer de próstata el 28 de junio de 2006 en su casa de Belmont, Massachusetts.

## Término:Globalización
En 1983 publica el artículo Globalization of Markets (HBR mayo/junio de 1983), donde hace referencia al término globalización, popularizándolo y agregándolo a las corrientes del pensamiento economista. El New York Times puso en duda que él fuera el pionero en acuñar el término, ya que su existencia es desde al menos 1944 y desde 1981 era utilizado por los economistas. Levitt quiso englobar en ese término las transformaciones que venía sufriendo la economía internacional desde mediados de la década de los 60.

## Obra
Es autor de numerosos artículos sobre economía, política, la gerencia y temas de comercialización. En 1956 publicó su primer artículo: The Changing Character of Capitalism en la revista Harvard Business Review, y a este le siguieron:

### Artículos
- The Dangers of Social Responsibility, Harvard Business Review, 1958.
- Marketing Myopia, Harvard Business Review, 1960.
- Creativity Is Not Enough, Harvard Business Review, 1963.
- Exploit the Product Life Cycle, Harvard Business Review, 1965.
- Marketing Intangible Products and Product Intangibles, Harvard Business Review, mayo/junio 1981, Pág. 94-102.
- The Globalization of Markets, Harvard Business Review, mayo/junio 1983.
- Levitt on marketing, 1991, Boston, Mass. : Harvard Business School Press.
- After The Sale Is Over, Harvard Business Review, septiembre/octubre 1983, Pág. 87-93.

### Libros
También es autor de diversos libros, los cuales han sido traducidos a más de once idiomas. Los más relevantes son:
- Marketing for business growth bajo el título: The marketing mode.

- The marketing imagination, 1983, New York Ed. Free Press
- The marketing imagination, 1986, New York Ed. Free Press (Reedición)
- Thinking about management, 1991, New York Ed. Free Press

## Reconocimientos y premios
A lo largo de su carrera, su trabajo y aportación fue reconocida con diversos premios, entre ellos destacan:
- Premio McKinsey (premio anual a mejor artículo publicado en Harvard Business Review), cuatro veces ganador.
- 1962, Premio de la Academy of Management por su libro: Innovation in Marketing.
- 1969, Premio John Hancock por su excelencia en el periodismo de negocios.
- 1970, Premio Charles Coolidge Parlins como Marketing Man of the Year (Hombre de Marketing del Año).
- 1976, Premio George Gallup por su excelencia en el campo del marketing.
- 1978, Premio Paul D. Converse de la Asociación de Marketing Americana (AMA) por su gran contribución al marketing.
- 1989, Premio William M. McFeely de la International Management Council (Concilio Internacional de Dirección) por su gran contribución a la dirección empresarial.